# Joe Pete Wilson
Joseph Peter Wilson –conocido como Joe Pete Wilson– (Lake Placid, 22 de mayo de 1935-Keene, 13 de septiembre de 2019) fue un deportista estadounidense que compitió en bobsleigh y esquí de fondo. Ganó una medalla de bronce en el Campeonato Mundial de Bobsleigh de 1965, en la prueba cuádruple.

## Palmarés internacional
| Campeonato Mundial | Campeonato Mundial   | Campeonato Mundial | Campeonato Mundial |
| Año                | Lugar                | Medalla            | Prueba             |
| ------------------ | -------------------- | ------------------ | ------------------ |
| 1965               | Sankt Moritz (Suiza) | Medalla de bronce  | Cuádruple          |